# ジョン・ムウェテ・ムルアカ
ジョン・ムウェテ・ムルアカ（Dr. John Muwete Muluaka、1961年6月21日 - 2023年8月30日）は、アフリカのコンゴ・レオポルドヴィル（現・コンゴ民主共和国）出身、日本で活動したタレント、電気工学研究者、国際政治評論家。科学技術庁放射線医学総合研究所研究員等を経て、千葉科学大学危機管理学部特担教授、総務省参与。鈴木宗男の元私設秘書であった。日本において博士（工学）（東京電機大学）の学位を取得。2005年に日本国籍を取得し、帰化しており、その後の本名はムウェテ武流阿加。コンゴ時代の旧本名を通称（芸名など）としていた。

## 生涯
1961年6月21日、コンゴ共和国（ザイール共和国を経て、現在はコンゴ民主共和国）レオポルドヴィル（現キンシャサ）で、10人兄弟の長男として生まれた。
1985年、来日した。来日後、東京電機大学で電気工学を学ぶかたわら、タレントとして『邦ちゃんのやまだかつてないテレビ』などに出演していた。
その後、衆議院議員鈴木宗男の私設秘書をしながら、日本工業大学非常勤講師も務めていた。
しかし、同年6月21日に鈴木が逮捕され、2004年7月の参議院選挙で落選したために私設秘書を解雇され、講師も辞めた（事実上の講師更迭）。しばらくは職が見つからず、一時は自給自足を行っていた時期もあった。しかしその後、一日駅長に選ばれるなどタレント活動を行っている。また、外国人タレントプロダクション事業共同組合の専務理事も務めた。
2006年1月25日に事務所との金銭トラブルからボビー・オロゴンが暴れたとされる事件では、ムルアカも現場に居合わせて、事務所の人間と共にボビーを取り押さえたと報道される。1月27日にボビーと共に和解会見を開き、ボビーの大暴れや年齢詐称疑惑について、「アフリカではよくあること」とフォローを入れた。K-1でムルアカとボビーが戦う可能性もあると谷川貞治プロデューサーが語り、一部雑誌や新聞で報道されていたが、実現しなかった。
その後、神奈川県の山奥で家族とともに農業で生活を営み、アフリカ野菜のンガインガイ（食用ハイビスカス）などを畑で育てていた。また、本人は「鈴木（宗男）先生とは（秘書を辞めた後も）親交がある」と語っており、鈴木が立候補する選挙等の際には松山千春らとともに駆けつけ応援演説を行っていた。
2023年8月30日、日本からトルコ・イスタンブールへ向かうトルコ航空の機内で体調が急変して心肺停止に陥り、同乗していた医師の蘇生措置を受けたが、その場で死亡が確認された。62歳没。ムルアカはかねてから心臓に持病があり、ペースメーカーを装着していたという。訃報は鈴木のオフィシャルブログによって同月31日に公表された。

## 経歴
- 1961年 コンゴ共和国（ザイール共和国を経て、現在はコンゴ民主共和国）レオポルドヴィル（現キンシャサ）生まれ
- 1981年 国立イナザ・イスタ大学電気通信工学科を卒業
- 1981年 ザイール国営放送局に入社。ジャーナリスト。
- 1985年 来日
- 1987年 東京電機大学工学部第二部電子工学科に入学
- 1989年2月 昭和天皇の大喪の礼期間中、ザイール共和国大統領（当時）モブツ・セセ・セコのスペシャルアシスタントおよび専属通訳を務める。
- 1992年6月 ザイール共和国大統領府スペシャルアシスタント就任。
- 同年7月 ザイール国営放送局日本代表就任
- 同年より鈴木宗男衆議院議員の私設秘書を務める[6]。
- 1993年 東京電機大学卒業、同大学応用電子工学科研究生
- 1995年4月 在日コンゴ民主共和国大使館通商代表機関代表就任
- 1995年 東京電機大学研究員、生体磁気に関する研究を行う。
- 1999年 博士論文「可搬型肺磁界測定装置の開発とその応用」にて博士（工学）の学位取得
- 2000年 東京医科歯科大学で肺磁界測定装置の研究に従事、駒沢女子大学非常勤講師、白鷗大学非常勤講師、コンゴ民主共和国日本通商代理機関常任理事などを歴任
- 2002年 コンゴ民主共和国国立キンシャサ大学客員教授
- 2003年 加計学園参与
- 2005年 日本国籍を取得し、帰化。
- 2007年 神奈川工科大学特任教授
- 2009年 千葉科学大学 教授
- 2023年 航空機内で死亡 62歳没

## 人物
- 209cmの高身長で、ビッグ・ジョンという愛称があった。
- 2002年に鈴木宗男事件が持ち上がった際には、その風貌が大変目立ったため、メディアでも紹介されて話題となった。
- 家族は妻と4人の子供[3]。自身の長男の名前は鈴木宗男からとって、ムネオと命名している[3]。
- 元オセロの松嶋尚美と親交が深い。

## 出演
- ひらけ!ポンキッキ（1991年）後述の『JUMBO DANCE』のMVで、安達祐実・流石組レイナらとともにダンスを披露した。
- 教えて!ニュースライブ 正義のミカタ（2016年5月21日、朝日放送）
- ダウンタウンのガキの使いやあらへんで!（2016年8月28日、日本テレビ）世界の怖い話は本当に怖いのか!世界怪談サミット2016「ピエールトゥーカイ」

## 著作物
- 『ムルアカ・クレッシェンド―あなたはムルアカを知ってますか?』モッツ出版、2004年、ISBN 978-4-9442-1429-7
- 山田経三（共著）『アフリカを知るための基礎知識』明石書店、1998年、ISBN 9784750310442
- 『光るマンゴー―ザイールの心』女子パウロ会、1995年、ISBN 978-4-7896-0435-2
- 『中国が喰いモノにするアフリカを日本が救う』講談社、2015年、ISBN 978-4-0627-2923-9

## 音楽作品
- JUMBO DANCE（1991年、ひらけ!ポンキッキ挿入歌。「アフリカン・ブラザーズ」名義、オスマン・サンコンとデュエット）